# Metoposaurus
Metoposaurus, wat 'voorhoofdhagedis' betekent, is een geslacht van uitgestorven stereospondyle temnospondyle Batrachomorpha (basale 'amfibieën'), bekend uit het Laat-Trias van Duitsland, Italië, Polen en Portugal. Dit voornamelijk aquatisch levende dier bezat kleine, zwakke ledematen, scherpe tanden en een grote, platte kop. Dit zeer afgeplatte wezen voedde zich voornamelijk met vis, die hij ving met zijn brede kaken, omzoomd met naaldachtige tanden. Metoposaurus was tot drie meter lang en woog ongeveer vierhonderdvijftig kilogram. Er zijn veel massagraven van Metoposaurus gevonden, waarschijnlijk van individuen die zich tijdens droogte in opdrogende poelen verzamelden. Fossielen van dit 2,75 meter grote roofdier zijn gevonden in de Verenigde Staten.

## Ontdekking en soorten

### Ontdekking
De vroegste vermelding van Metoposauridae dateert uit 1842 toen Hermann Von Meyer de bovenkant van het schedeldak van een labyrinthodont uit de Keuper Schilfsandstein van Feuerbacher Haide bij Stuttgart beschreef, het genoholotype SMNS 10825. Later probeerde Meyer hetzelfde exemplaar te reconstrueren en noemde het Metopias diagnosticus. Richard Lydekker hernoemde de soort later echter in 1890 tot Metoposaurus diagnosticus omdat de naam Metopias al bezet was door de kortschildkever Metopias curculionoides Gory 1832. Overigens had Richard Owen er in 1861 al een  Labyrinthodon diagnosticus van gemaakt.

### Soorten

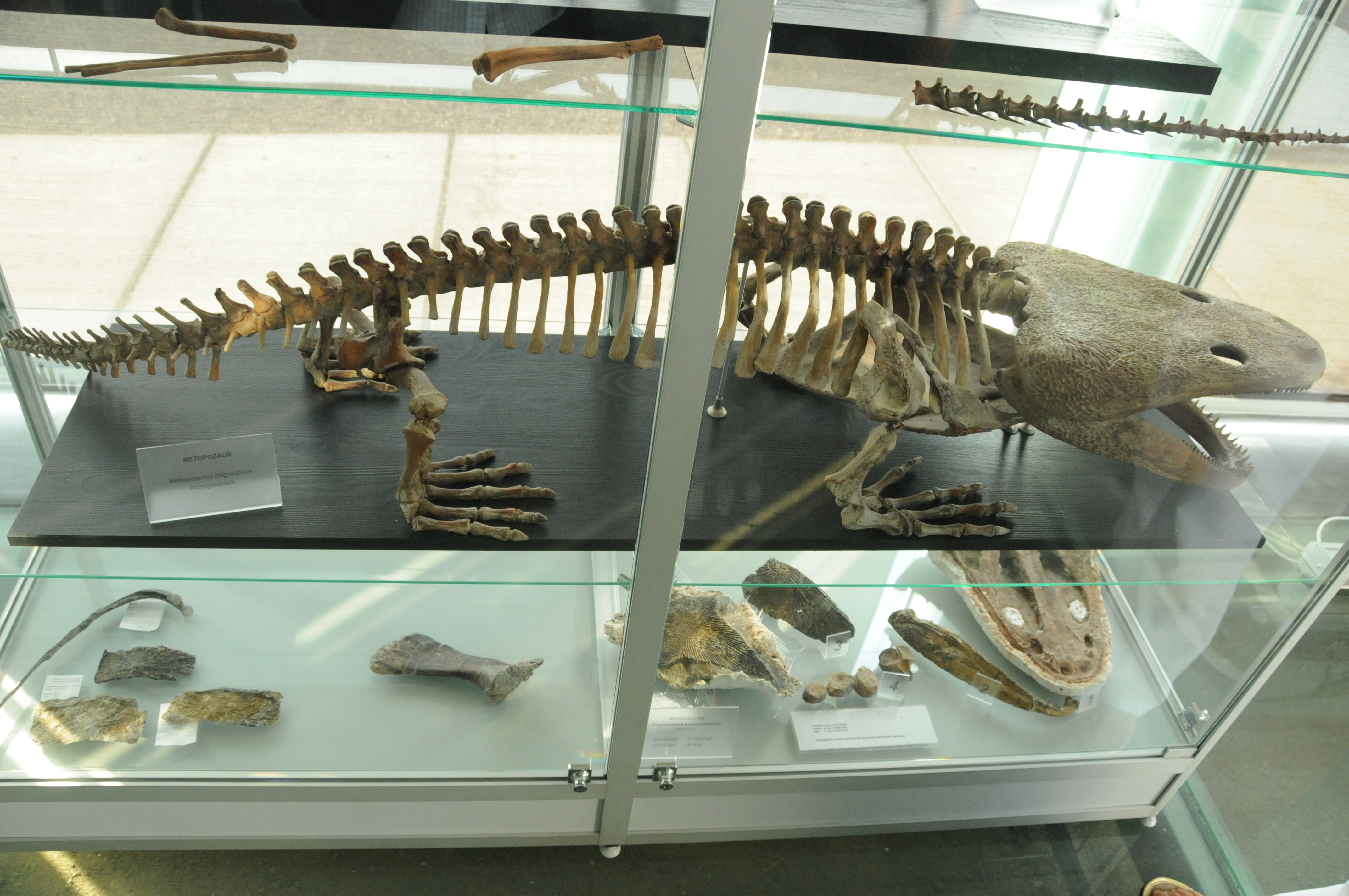
Metoposaurus krasiejowensis

Op basis van de positie van het traanbeen in de schedel, zijn de Metoposauridae verdeeld in twee geslachten. De groep met het traanbeen buiten de oogkas omvat Koskinonodon bakeri, Dutuitosaurus ouazzoui, Arganasaurus lyazidi en Apachesaurus gregorii. Ze vertonen een neiging tot een afnemende diepte van de otische inkeping en een afname van de lichaamsgrootte. Metoposaurus diagnosticus, Metoposaurus krasiejowensis en Panthasaurus maleriensis vallen in de categorie met een traanbeen dat een deel van de oogkasrand vormt.
- Metoposaurus diagnosticus (Meyer, 1842). Fossielen werden onder andere gevonden in de Gres à Avicula Contortaformatie van Frankrijk, de Weserformatie van Duitsland en de Raiblformatie van Italië. De soort heeft een voorste bovenkant van het traanbeen dat dichter bij de neusgaten ligt dan de bovenkant van het prefrontale; en een interclavicula met het achterste deel langer dan bij Panthasaurus maleriensis. Metoposaurus diagnosticus diagnosticus leefde in het westelijke Germaanse bekken, van in ieder geval de Schilfsandstein tot de Lehrberg Beds-sedimentatie.

- Metoposaurus krasiejowensis Sulej, 2002. Fossielen werden gevonden in de Drawno Bedsformatie van Polen bij het dorp Krasiejow in Silezië. Het holotype is de schedel ZPAL Ab III 358. De soort heeft een zeer kort perineaal deel van het wandbeen waarbij de beennaden met het supratemporale in de breedte een scherpe hoek maken met de hoge gemiddelde verhoudingswaarde van 21,81:1. Sommige schedels hebben een groot foramen quadratum en een klein foramen paraquadratum. Hij had een geschatte schedellengte tot 47,5 centimeter.

- Metoposaurus algarvensis Brusatte et alii 2015. Afkomstig uit de Grès de Silves-formatie uit het Laat-Trias van de Algarve, Portugal. Het holotype is de schedel FCT-UNL 600. Hij heeft een bredere schedel dan elke andere soort van Metoposaurus. Hij werd benoemd door Stephen Brusatte, Richard Butler, Octávio Mateus en Sebastien Steyer. Hij had een geschatte lengte van de onderkaak tot vijfenzestig centimeter.

### Vroeger toegewezen soorten
- Metoposaurus maleriensis (Chowdhury, 1965). Beschreven vanuit de Maleri-formatie in Centraal-India, werd omgedoopt tot Panthasaurus maleriensis door Chakravorti en Sengupta (2018).

- Metoposaurus azerouali (Dutuit, 1976). Beschreven uit de Argana-groep in Marokko. Opnieuw toegewezen aan Arganasaurus door Buffa et alii (2019).

#### Synoniemen en nomina dubia
- Metoposaurus stuttgartensis: jonger synoniem van Metoposaurus diagnosticus, werd voor het eerst beschreven door Fraas (1913) op basis van de syntypen SMNS 12713 en SMNS 12714, ribben en wervels uit de Keuper Lehbergstufe van Sonnenberg, nabij Stuttgart. Fraas identificeerde de soort op basis van de interclavicula en het linkersleutelbeen, wervels en ribfragmenten die zich nu in het Stuttgart Museum bevinden.

- Metoposaurus santaecrucis: nomen dubium, werd beschreven door Koken (1913) op basis van een gedeeltelijke schedel gevonden in Heiligenkreuz en het exemplaar bevindt zich nu in het Universiteitsmuseum van Tübingen.

- Metoposaurus heimi: jonger synoniem van Metoposaurus diagnosticus; hij werd beschreven door Kuhn (1932) op basis van BSP 1931 X 3, een complete schedel gevonden bij Ebrach uit het midden van de Keuper Blasensandstein in Opper-Franken. De soortaanduiding eert de geoloog F. Heim als ontdekker. Het exemplaar bevindt zich momenteel in het Museum voor Paleontologie en Historische Geologie, München.

## Beschrijving

### Schedel

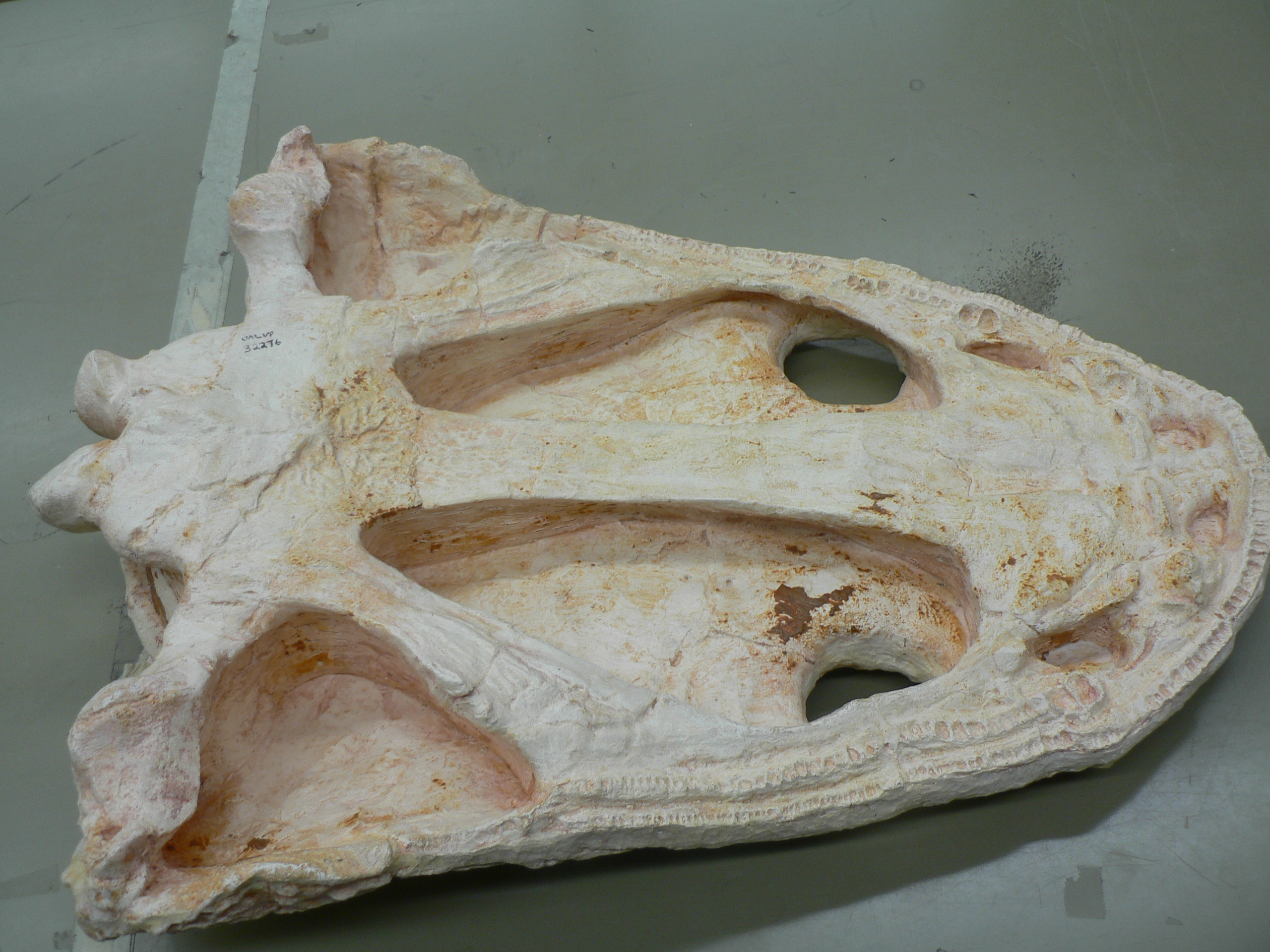
De onderzijde van de schedel

#### Traanbeen
Het traanbeen raakt aan de binnenzijde het neusbeen, aan de buitenzijde het bovenkaaksbeen, het prefrontale met de achterste binnenzijde en het jukbeen met de achterkant. De taxonomie van Metoposaurus was gebaseerd op de positie van het traanbeen en er zijn verschillende opinies gepubliceerd. Bij een foto gepubliceerd door Hunt (1993), wordt gesteld dat het traanbeen de rand van de oogkas raakt, in tegenstelling tot een eerdere bevinding van Fraas (1889). Volgens Lucas ondersteunt nauwkeurig onderzoek van de schedel en andere schedels van metoposauriërs deze bewering niet, en er is opgemerkt dat de verkeerde identificatie mogelijk te wijten was aan de slechte preservering van het fossiel. In 2007 merkte Sulej op dat de variabiliteit in de positie van het traanbeen klein genoeg is om te worden gebruikt voor fylogenetische analyse, maar met de nodige voorzichtigheid.

#### Wandbeen
Een studie uitgevoerd door Sulej (2007) laat zien dat het wandbeen met de voorkant het voorhoofdsbeen raakt, het postfrontale met de voorste buitenzijde, het supratemporale met de zijkant en het postpariëtale met de achterkant. Het foramen pineale bevindt zich in het achterste deel van het wandbeen. Een interessant kenmerk dat Sulej opmerkte bij het onderzoeken van de schedel van Metoposaurus diagnosticus krasiejowensis is dat deze een korter prepineaal gebied (vóór het foramen) van het pariëtale gebied heeft dan Metoposaurus diagnosticus diagnosticus en dat in de breedte de hoek van de beennaad tussen wandbeen en supratemporale scheidt stomper is.

#### Bovenkaaksbeen

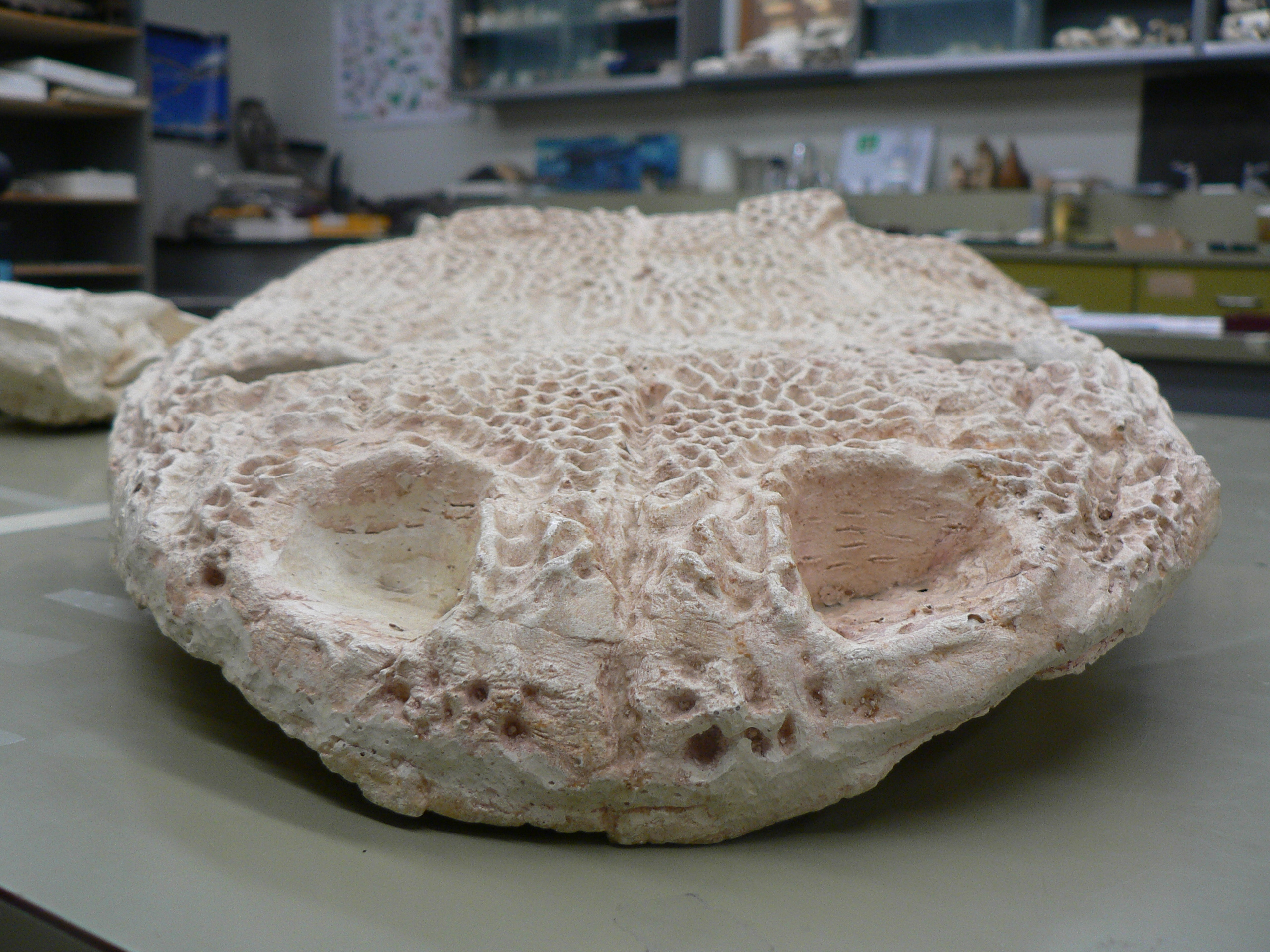
Voorkant schedel

Het bovenkaaksbeen of maxilla vormt een groot volledig tanddragend beenplateau met drieëntachtig tot honderdzeven tanden. De eerste tanden zijn groot en de tandgrootte neemt verder naar achteren aanzienlijk af. Aan de onderzijde maakt de maxilla contact met het ectopterygoïde, verhemeltebeen en ploegschaarbeen. In de choanale regio verbreedt de maxilla zich enigszins naar binnen aan de zijde van het verhemeltebeen waar deze grenst aan de choana, het interne neusgat. De rand van de choana is variabel van vorm. Bij de meeste schedels is hij slechts zwak onderscheidbaar en afgerond, maar in enkele gevallen is hij steviger en scherper afgetekend.

### Wervelkolom
Volgens Sulej (2007) zijn de intercentra van hals- en borstwervels volledig verbeend. De pleurocentra zijn niet bewaard gebleven en er is geen bewijs gevonden dat ze aanwezig waren als kraakbeen. De atlas, as en derde en vierde halswervels zijn kenmerkend en vergelijkbaar met die bij andere stereospondylen. De morfologie van de atlas, de draaier en de derde en vierde wervel suggereert dat de nek van Metoposaurus relatief flexibel was. De intercentra van het gebied waar de wervelkolom de schoudergordel raakt, zijn zowel naar voren als naar achteren vlak. De wervelbogen hebben bijna verticaal geplaatste prezygapophysen (zie postcervicale wervels). Dit suggereert dat in dit gebied de laterale buiging van de wervelkolom zeer beperkt was. De beweging werd waarschijnlijk verder verhinderd door articulatie van de wervelkolom met de schoudergordel. Een verstijving van de wervelkolom, in de buurt van de ledematen, was blijkbaar essentieel om te kunnen zwemmen, door de reactiekrachten op te vangen. Sulej beschrijft ook dat bij Metoposaurus krasiejowensis de parapophysen naar achteren korter worden, vergelijkbaar met de situatie bij de plagiosauriden. De intercentra van dorsale en sacrale wervels zijn volledig verbeend en vormen vrij korte schijven, niet verbonden met de wervelbogen. In het dorsale en sacrale gebied hebben ze voorste en achterste oppervlakken die concaaf zijn, of het achterste oppervlak is bijna vlak. Deze toestand lijkt op die in de romp van plesiosauriërs en, tot op zekere hoogte, de ichthyosauriërs, wat de aquatische levenswijze bevestigt.

## Geografie en geschiedenis
Metoposauriden zijn bekend uit de vroege Laat-Trias (Carnien) Keuper van Duitsland en Oostenrijk. Er zijn ook onbevestigde meldingen uit Madagaskar (Dutuit 1978) en China (Yang 1978). Metoposaurus krasiejoviensis is de meest voorkomende metoposauride "amfibie" van de Krasiejów-vindplaats (de soortaanduiding komt van de vindplaats) in het zuiden van Polen.
Onder de stereospondylen lijken de metoposauriden een van de laatste overlevenden te zijn geweest. Er zette zich echter een verscheidenheid aan andere temnospondyle lijnen door tot in het Jura, waarvan de laatste wellicht een andere stereospondyl was, de chigutisauride Koolasuchus, ontdekt in het huidige Australië, waar het werd ondersteund door een kouder klimaat in het midden van het Krijt. De status van deze vondst is echter omstreden.
Metoposaurus deelde zijn leefgebied met de Crurotarsi Postosuchus en Rutiodon, het zoogdierreptiel Placerias en de dinosauriër Coelophysis.

## Paleobiologie

### Voortbeweging
Onderzoek van de wervelkolom en ledematenarticulaties van Metoposaurus suggereert dat hij zijn ledematen gebruikte als vinnen en zwommen door gelijktijdige en symmetrische ledematenbewegingen te maken, vergelijkbaar met plesiosauriërs. Een recente studie uitgevoerd in Polen concludeerde dat de brede, platte kop- en armbotten, brede handen en grote staart van Metoposaurus diagnosticus erop wezen dat hij in kortstondige meren zwom tijdens het natte seizoen en hun hoofd en onderarmen gebruikten om onder de grond te graven als het droge seizoen begon. Uit de studie bleek dat het beenmerg gevuld is met goed ontwikkeld trabeculair bot. De groeisporen in alle botten zijn georganiseerd als dikke lagen van sterk gevasculariseerde zones, snel gegroeid, afgewisseld door dikke compacte ringen met talrijke rustlijnen, die kunnen overeenkomen met respectievelijk gunstig natte en lange, ongunstig droge seizoenen.